# Moneilema aterrimum
Moneilema aterrimum är en skalbaggsart som beskrevs av Fisher 1931. Moneilema aterrimum ingår i släktet Moneilema och familjen långhorningar. Inga underarter finns listade i Catalogue of Life.